# 키오스트로 델 브라만테
키오스트로 델 브라만테(이탈리아어: Chiostro del Bramante)는 로마에 있는 이탈리아 르네상스 회랑 건축물로, 바로 옆 산타 마리아 델라 파체 성당과 인접해 있다. 1500년경 올리비에로 카라파 추기경의 의뢰로 건축가 도나토 브라만테가 설계한 건축물이다.
오늘날 전시회, 회의, 콘서트를 위한 공간으로 사용되고 있으며 건물 안에는 카페와 서점이 들어서 있다. 바로 옆 산타 마리아 델라 파체 성당에 있는 라파엘로의 프레스코화인 《시빌》(Sibyls)을 1층에서 볼 수 있다.